# 葛建团
葛建团（1971年5月—），男，汉族，陕西兴平人，中华人民共和国政治人物，中国民主建国会会员。现任甘肃省人民政府副省长。民建中央常委、甘肃省委副主委，第十四届全国政协委员。曾任甘肃省生态环境厅厅长。